# Pogorzyce
Pogorzyce – wieś w Polsce położona w województwie małopolskim, w powiecie chrzanowskim, w gminie Chrzanów o statusie sołectwa.
| SIMC    | Nazwa  | Rodzaj     |
| ------- | ------ | ---------- |
| 0213641 | Góry   | przysiółek |
| 0213658 | Stoki  | przysiółek |
| 0213664 | Źrebce | przysiółek |

W latach 1954-1957 wieś była siedzibą gromady Pogorzyce, po jej zniesieniu w gromadzie Płaza. W latach 1975–1998 miejscowość administracyjnie należała do województwa katowickiego.

## Ważniejsze obiekty
Na terenie Pogorzyc funkcjonuje jedna szkoła podstawowa oraz gimnazjum. Znajduje się tu także hotel, kilka zabytkowych kapliczek oraz kościół, boisko Ludowego Klubu Sportowego Pogorzanka Pogorzyce oraz nieczynny przystanek kolejowy Pogorzyce.

## Geografia
Na obszarze sołectwa Pogorzyce występują wąwozy lessowe, lasy bukowo-olchowe oraz mieszane.